# Церковь Святой Софии (Сарри-Хиллс)
Церковь Святой Софии Греческой православной церкви (англ. St Sophia Greek Orthodox Church), полное имя — Храм Святой Софии и Её Троих Дочерей (англ. St Sophia and Her Three Daughters Church) — храм Константинопольской православной церкви, расположенный в австралийском Сиднее, квартале Сарри-Хиллс, в доме 411a на Бурк-стрит (ранее там располагалась конгрегационалистские церковь и школа). Со 2 апреля 1999 года числится в Реестре культурного наследия Нового Южного Уэльса.

## История
Здание церкви было построено по проекту Уильяма Боулза в 1880 году. До этого на месте церкви был другой храм, возведённый в 1855 году с помощью сборно-разборных конструкций английского производства; после открытия нового храма элементы старого перевезли на Стюарт-стрит, в Паддингтон.
К 1933 году из-за сокращения числа прихожан и нехватки средств богослужения в храме проводились почти редко, а пожертвования ограничивались «всего лишь парой шиллингов». В то десятилетие в зале школы была организована столовая, выдававшая бесплатные обеды безработным: с 1932 по 1935 годы было выдано около 20 тысяч таких порций.
Церковь закрыли в конце 1930-х годов, а позже в 1980-е годы Константинопольская православная церковь в Австралии выкупила здание у конгрегационалистов. После освящения храм получил имя Святой Софии и её трёх дочерей Веры, Надежды, Любови. Церковный орган, установленный в храме в 1888 году, передали церкви Галстона в 1980-е годы, ныне он числится как отдельный элемент культурного наследия в соответствующем Реестре культурного наследия Нового Южного Уэльса. Там же находится со 2 апреля 1999 года здание Конгрегационалистской церкви и школы на Бурк-стрит под номером 382.